# Sveabadet

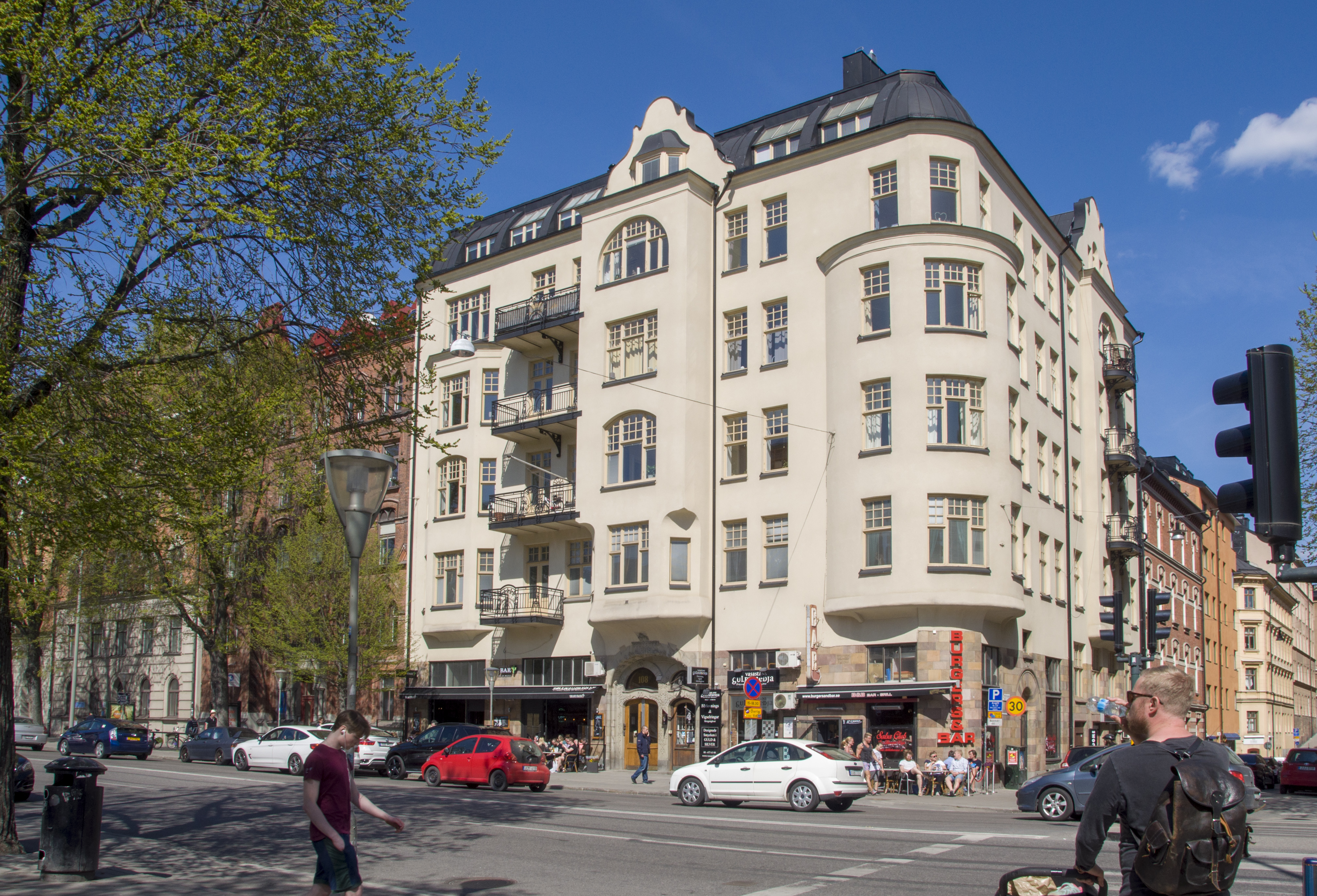
Sveavägen 108

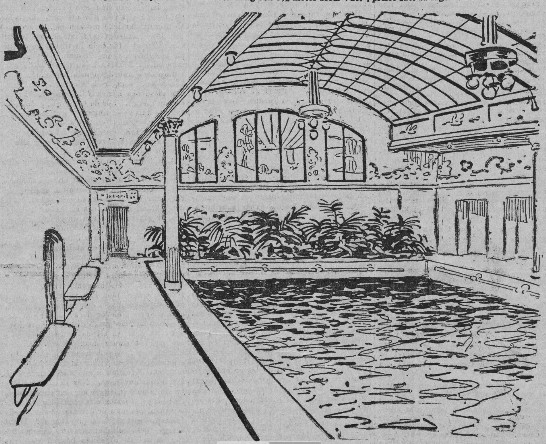
Interiörbild, 1907

Sveabadet var ett inomhusbad i kvarteret Apelträdet vid Sveavägen 108 i Vasastan i Stockholms innerstad. Badet invigdes den 12 februari 1907 och var beläget i bottenvåningen samt under kvarterets gård, där pelare runt bassängen höll upp en jättelik lanternin. Det ritades och uppfördes av arkitekten Gustaf Sällström och dennes far, storbyggmästaren Andreas Gustaf Sällström. Sällström ägde för övrigt kvarteret och hade under de föregående årtiondena låtit bebygga det. Sällström skapade ett inomhusbad i jugendstil, det var bland annat smyckat med vackra stuckfriser. Det är således samtida med, och till stilen liknande, bland annat inomhusbaden Centralbadet och Mälarbadet.
Ingången till badet vette mot Markvardsgatan där en trappa ledde upp till biljettförsäljning. På samma plan låg 34 omklädningshytter samt ett större gemensamt omklädningsrum, främst avsett för skolungdom. Genom en trappa kom man ned till själva badet. Det rymde två bassänger: En liten, samt en större om 11 meter, vilka var förlagda under gården. Ett dekorerat glastak bars upp av pelare och ljuskronor med elektrisk belysning gav ljus åt de badande. . Här fanns även en finsk bastu och värmerum. Inträdet var vid öppningen satt till 50 öre på vardagar och 25 öre på lördagar.
Badet uppfördes i en brytningstid. I de fattigare delarna av staden hade det tidigare varit ovanligt med egna badrum med varmvatten i bostäderna. De nya bekvämligheterna, tillsammans med ett bristande folkligt intresse bidrog sannolikt till att många av baden drogs med dålig ekonomi. Mellan åren 1914 och 1917, i krigsekonomin under första världskriget, försvann således sex inomhusbad i innerstaden, däribland Sveabadet 1917.
Idag används den gamla bassänghallen för spelet Laserdome. Det fanns tidigare planer på att göra om anläggningen till en affärsgalleria, men de planerna har tills vidare övergivits.